# Саїд Ахмад-хан
Саїд Ахмад-хан (*17 жовтня 1817 —27 березня 1898) — індійський мусульманський соціальний діяч, філософ, журналіст, публіцист часів Британської Індії.

## Життєпис
Походив з аристократичної могольської родини, наближеної до падишахів з династії Великих Моголів. Народився у Делі у родині Мір Мухаммада Муттакі, особистого радника падишаха Акбара II. Значну роль в освіту та світогляді майбутнього філософа відіграла його мати Азіс-ун-ніса. Він здобув класичну освіту: знав Коран, праці мусульманських релігійних вчених Сахбаї, Румі, Мірзи Галіба, урду, арабську та перську мови. Отримав знання з математики, астрономії, ісламського права, став майстром з боротьби, плавання, стрільби з лука. Ще замолоду опинився при дворі Великих Моголів. Згодом захопився медициною, проте не завершив курс навчання.
Після смерті батька 1838 році родина Саїда потрапила у скрутне становище. Він стає редактором у журналі свого брата Саїда Мухаммад-хана — «Сайяд-уль-Акбар». Водночас поступає на службу Ост-Індської компанії, працює серестадаром у правничій палаті в Аґрі. У 1840 році отримав посаду мунші. У 1842 році отримав від падишаха Бахадура II придворні звання джавад-уд даула та арфі джанг. Втім відмовився розпочати служби при його дворі. У 1857 році отримує посаду у мурадабаді. Тут багато займається підтримкою та розвитком мусульманської культури, мови урду.
Не брав участі у Сипайському повстанні 1857–1858 років, в якому значно постраждала його родина. В цей час особисто знайомиться з мірзою Галібом, який вплинув на подальшу долю Ахмад-хана. З цього моменту останній більше став цікавитися історією та соціальними реформами. Надалі велику увагу приділяє складанню есе на наукові, релігійні теми. При цьому виступав за співпрацю з британцями. за це у 1869 році у Лондоні отримав орден Зірка Індії. По поверненою до Індії у 1870 створив комітет сприянню навчання серед мусульман.
У 1871–1897 роках видавав журнал «Виховання моралі», через який пропагував свої ідеї. У 1875 році стає ініціатором створення Мусульманського Англо-Східного коледжу в м.Аліґарх (тепер це університет). Спочатку підпорядковувався Калькутському університету, а з 1885 році — Алахабадському університету.
Разом з тим залишався на службі у Великій Британії як правник. Пішов у відставку лише у 1876 році. У 1878 році призначається до законодавчої ради віцекороль Роберта Литтона.
У 1886 році він організував Загальноіндійську мусульманську освітню конференцію в Аліґарсі, що сприяло політичній єдності мусульман. Вслід за цим велику увагу приділяв розбудові коледжу в Аліґарсі. Тут він й помер 27 березня 1898 року.

## Творчість
Саїд Ахмад-хан є автором творів з історії, археології («Великі пам'яткники», 1842 — присвячене старожитностям Делі), політики («Причини індійського повстання», 1859 рік), права, соціальних реформ, релігії (працював над коментарем до Біблії), біографій особистостей. Його публіцистичні, наукові статті, полемічні нариси, написані в живій і афористичній формі з використанням народної лексики й образності, збагатили прозаїчну традицію урду. Саїд першим у літературі урду виступив за вироблення нових естетичних норм і завдань художньої творчості, націлив літературу на відображення нагальних проблем суспільства.
Також зробив перегляд соціально-етичних категорій ісламу в плані їх раціоналізації та відповідності вимогам розуму і наукового знання.